# Coppa dei Campioni del Golfo 2001
La Coppa dei Campioni del Golfo 2001 è la 18ª edizione della coppa a cui prendono parte 6 squadre da 6 federazioni provenienti da tutto il Golfo Persico.
La competizione è stata vinta dagli emiratini dell'Al Ain FC e guadagna l'accesso alla fase a gironi del Champions League araba.

## Classifica
| Team            | Pts | Pld | W | D | L | GF | GA | GD  |
| --------------- | --- | --- | - | - | - | -- | -- | --- |
| Al Ain FC       | 12  | 5   | 4 | 0 | 1 | 6  | 4  | +2  |
| Al-Ittihad      | 10  | 5   | 3 | 1 | 1 | 10 | 1  | +9  |
| Dhofar FC       | 10  | 5   | 3 | 1 | 1 | 6  | 3  | +3  |
| Al Salmiya      | 5   | 5   | 1 | 2 | 2 | 5  | 6  | −1  |
| Al Ittihad Doha | 4   | 5   | 1 | 1 | 2 | 6  | 7  | −1  |
| West Riffa      | 1   | 5   | 0 | 1 | 4 | 5  | 17 | −13 |